# Due fantagenitori - Ancora più fanta
Due fantagenitori - Ancora più fanta (The Fairly OddParents: Fairly Odder) è una sitcom statunitense in tecnica mista pubblicata su Paramount+ il 31 marzo 2022, È una serie a tecnica mista, animazione e live action, basata sulla serie animata Due fantagenitori, trasmessa dal 2001 al 2017 su Nickelodeon.

## Trama
Anni dopo la fine della serie originale, Timmy, ormai cresciuto e in partenza per il college, affida i due fantagenitori Cosmo e Wanda alla cugina Viv e al suo fratellastro Roy, che vanno a vivere a Dimmsdale.

## Episodi
| Stagione       | Episodi | Pubblicazione USA | Prima TV Italia |
| -------------- | ------- | ----------------- | --------------- |
| Prima stagione | 13      | 2022              | 2022            |

## Personaggi e interpreti
- Viv Turner, interpretata da Audrey Grace Marshall, doppiata in italiano da Luna Iansante.[2]
Cugina di Timmy.
- Roy Irene Raskin, interpretato da Tyler Wladis, doppiato in italiano da Valeriano Corini.[2]
Fratellastro di Viv.
- Ty Turner, interpretato da Ryan-James Hatanaka, doppiato in italiano da Jacopo Venturiero.[2]
Padre di Viv.
- Rachel Raskin, interpretata da Laura Bell Bundy, doppiata in italiano da Francesca Manicone.[2]
Madre di Roy.
- Cosmo, doppiato originalmente da Daran Norris, doppiato in italiano da Emiliano Reggente.[2]
- Wanda, doppiata originalmente da Susanne Blakeslee, doppiata in italiano da Alessia Amendola.[2]

## Produzione
La serie è stata annunciata nel febbraio 2021. Il ruolo di showrunner è stato affidato a Christopher J. Nowak, mentre Butch Hartman e Fred Seibert sono tornati in qualità di produttori esecutivi.
La produzione è iniziata nel luglio del 2021, l'animazione è stata esternalizzata a Boxel Studio di Tijuana.

## Distribuzione
La serie è stata interamente pubblicata sulla piattaforma di streaming Paramount+ il 31 marzo 2022.